# GAM (groupe)
Le GAM (ou groupe GAM pour éviter des conflits de nom de marque) est un groupe musical belge qui a accompagné de nombreuses actions sociales en Belgique,,,.
Les actions militantes autour de l'établissement de la centrale nucléaire de Chooz ont joué un rôle important pour le GAM,,

## Membres
Les membres du GAM sont 
- Martine Collin, voix, guitare à un doigt, contrebasse à deux doigts ;
- John Dobrynine, composition, guitare, banjo, flûte, clarinette, orgue ;
- Karine La Meir, composition, voix, violon alto, contrebasse, guitare, banjo ;
- Michel Gilbert, composition, voix, guitare, bouzouki ;
- Jacqueline Rosenfeld, composition, voix, violon, flûte, alto ;
- Jean-Claude Salémi, composition, guitare, illustrations.

## Discographie
- 1973 : LOCO, par GAM45 Tours

1. L'engrenage se bloquera, il suffit de lever le bras
2. Heel he traderwerk staat stil als onze arm het wil

- 1977 : Chansons de lutte en Belgique - 74-77, par GAMDouble 33 Tours

1. Quartier Nord
2. Pommes de terre
3. Attendez
4. Avec toi, avec elles
5. Cirque
6. Los Lobos
7. Délégué
8. La guerre
9. Souffle de vent
10. 36 heures
11. Accidents
12. Port de Vanine
13. Promenade avec Manuel
14. L'index
15. Pour une autre route
16. La paysanne
17. Chômeuses
18. Est-ce que tu l'aurais cru ?
19. Ballade pour un sourire
20. Terrils
21. Boël
22. Buenos-Aires
23. À Goutroux
24. Mes huit heures

- 1979 : Non à la 2ème centrale !, par GAM45 Tours

1. Ballade à Chooz
2. la vallée est si belle quand tu vois l'éclaircie
3. le soleil dans les prés passer entre deux pluies
4. On est tous bernésde et par Jacques Parent
5. Défendons-nous
6. Le nucléaire créera des emplois

- 1981 : La vie est belle, maar 't gaat zo snel…, par GAM33 Tours

1. Chanson d'amours
2. Ça ne résout rien
3. Ballade à Chooz
4. Allez les gars[8],[9],[10],[11]
5. Comme en Java
6. Ce vide contre ton corps
7. Les mots
8. Al dente
9. CGSP Blues
10. Aux courages du jour
11. Duo de la colline
12. Sommeil ?
13. La vie est belle, maar 't gaat zo snel